# Cosalita
La cosalita és un mineral de la classe dels sulfurs que rep el seu nom de la mina mexicana de Cosalá, Sinaloa, on va ser descoberta el 1868.

## Característiques
La cosalita és un sulfur de plom i bismut, amb fórmula Pb₂Bi₂S₅. Sembla contenir coure com a constituent essencial. Cristal·litza en el sistema ortoròmbic i la seva lluentor és metàl·lica. Generalment es troba de manera massiva, però el seu hàbit inclou cristalls prismàtics allargats, freqüentment amb formes similars a agulles i capil·lars, o de manera fibrosa o en forma de plomes.
Segons la classificació de Nickel-Strunz, la cosalita pertany a «02.JB: Sulfosals de l'arquetip PbS, derivats de la galena, amb Pb» juntament amb els següents minerals: diaforita, freieslebenita, marrita, cannizzarita, wittita, junoita, neyita, nordströmita, nuffieldita, proudita, weibul·lita, felbertalita, rouxelita, angelaite, cuproneyita, geocronita, jordanita, kirkiita, tsugaruita, pillaita, zinkenita, scainiita, pellouxita, chovanita, aschamalmita, bursaita, eskimoita, fizelyita, gustavita, lil·lianita, ourayita, ramdohrita, roshchinita, schirmerita, treasurita, uchucchacuaita, ustarasita, vikingita, xilingolita, heyrovskýita, andorita IV, gratonita, marrucciïta, vurroïta i arsenquatrandorita.

## Formació i jaciments
Es pot trobar en filons hidrotermals a temperatura moderada, en dipòsits de contacte metasomàtics, en reemplaçaments epitermals i en pegmatites. Als territoris de parla catalana ha estat descrita a la Vall de Ribes (Ribes de Freser, Ripollès).

## Varietats
Es coneixen tres varietats de la cosalita: 
- Argentocosalita, una varietat que conté plata, amb fórmula Pb2-x(Ag,Cu)2xBi₂S₅, trobada a la prefectura de Ganzhou, a la Xina.[4]
- Argentocuprocosalita, una varietat que conté coure i plata, amb fórmula (Pb,Cu,Ag)₂Bi₂S₅.[5]
- Cosalita antimonial, una varietat que conté antimoni, trobada a l'estat de Caríntia, Àustria.[6]